# Entity
Entity – piąty album studyjny amerykańskiego zespołu muzycznego Origin. Wydawnictwo ukazało się 7 czerwca 2011 roku nakładem wytwórni muzycznej Nuclear Blast.
Album dotarł do 20. miejsca listy Billboard Heatseekers Albums w Stanach Zjednoczonych sprzedając się w nakładzie, niewiele ponad 2 tys. egzemplarzy w przeciągu dwóch tygodni od dnia premiery.

## Lista utworów
Opracowano na podstawie materiału źródłowego.
| Edycja podstawowa | Edycja podstawowa                    | Edycja podstawowa |
| Nr                | Tytuł utworu                         | Długość           |
| ----------------- | ------------------------------------ | ----------------- |
| 1.                | „Expulsion of Fury”                  | 02:50             |
| 2.                | „Purgatory”                          | 01:25             |
| 3.                | „Conceiving Death”                   | 04:00             |
| 4.                | „Swarm”                              | 02:15             |
| 5.                | „Saligia”                            | 06:52             |
| 6.                | „The Descent” (utwór instrumentalny) | 01:31             |
| 7.                | „Fornever”                           | 02:09             |
| 8.                | „Committed”                          | 01:56             |
| 9.                | „Banishing Illusion”                 | 01:41             |
| 10.               | „Consequence of Solution”            | 07:09             |
| 11.               | „Evolution of Extinction”            | 04:43             |
|                   |                                      | 36:31             |

| Bonus DVD | Bonus DVD              | Bonus DVD |
| Nr        | Tytuł utworu           | Długość   |
| --------- | ---------------------- | --------- |
| 1.        | „The Making of Entity” | 34:29     |
|           |                        | 34:29     |

| Edycja rozszerzona | Edycja rozszerzona                   | Edycja rozszerzona |
| Nr                 | Tytuł utworu                         | Długość            |
| ------------------ | ------------------------------------ | ------------------ |
| 1.                 | „Expulsion of Fury”                  | 02:50              |
| 2.                 | „Purgatory”                          | 01:25              |
| 3.                 | „Conceiving Death”                   | 04:00              |
| 4.                 | „Swarm”                              | 02:15              |
| 5.                 | „Saligia”                            | 06:52              |
| 6.                 | „The Descent” (utwór instrumentalny) | 01:31              |
| 7.                 | „Fornever”                           | 02:09              |
| 8.                 | „Committed”                          | 01:56              |
| 9.                 | „Banishing Illusion”                 | 01:41              |
| 10.                | „Consequence of Solution”            | 07:09              |
| 11.                | „Evolution of Extinction”            | 04:43              |
| 12.                | „You Fail”                           | 03:15              |
|                    |                                      | 39:46              |

## Wydania
| Rok  | Nr katalogowy          | Format                       | Wytwórnia      | Region            | Źródło |
| ---- | ---------------------- | ---------------------------- | -------------- | ----------------- | ------ |
| 2011 | 2681-2                 | CD, Album                    | Nuclear Blast  | Stany Zjednoczone | [ 8 ]  |
| 2011 | 2681-2                 | CD, Album + DVD-V + Dlx, Dig | Nuclear Blast  | Stany Zjednoczone | [ 8 ]  |
| 2011 | NB 2681-1, 2681-1      | LP, Album, Ltd               | Nuclear Blast  | Stany Zjednoczone | [ 8 ]  |
| 2011 | NB 2681-2, 27361 26812 | CD, Album                    | Nuclear Blast  | Niemcy            | [ 8 ]  |
| 2011 | NB 2681-2, 27361 26812 | CD, Album, Ltd, sli          | Nuclear Blast  | Niemcy            | [ 8 ]  |
| 2011 | ICARUS 757             | CD, Album                    | Icarus Music   | Argentyna         | [ 8 ]  |
| 2011 | SR0653                 | CD, Album                    | OZ Productions | Meksyk            | [ 8 ]  |